# Gmina Wołomin
Die Gmina Wołomin ist eine Stadt-und-Land-Gemeinde im Powiat Wołomiński der Woiwodschaft Masowien in Polen. Sitz des Powiat und der Gemeinde ist die gleichnamige Stadt mit etwa 37.000 Einwohnern.

## Geographie
Die Gemeinde liegt im Zentrum der Woiwodschaft. Die Landeshauptstadt Warschau ist etwa 15 Kilometer entfernt. Nachbargemeinden sind Klembów, Kobyłka, Poświętne, Radzymin und Zielonka.

## Geschichte
Die Landgemeinde wurde 1973 aus verschiedenen Gromadas neu gebildet. Stadt- und Landgemeinde wurden 1990/1991 zur Stadt-und-Land-Gemeinde zusammengelegt. Ihr Gebiet kam 1975 von der Woiwodschaft Warschau zur stark verkleinerten Woiwodschaft gleichen Namens, der Powiat wurde in dieser Zeit aufgelöst. Zum 1. Januar 1999 kam die Gemeinde zur Woiwodschaft Masowien und wurde wieder Sitz des Powiat Wołomiński.

## Gliederung
Die Stadt-und-Land-Gemeinde (gmina miejsko-wiejska) Wołomin besteht aus der Stadt selbst (mit Lipiny B) und 15 Orten mit Schulzenamt (sołectwo):
Cięciwa
Czarna
Duczki
Helenów
Leśniakowizna
Lipinki
Majdan
Mostówka
Nowe Grabie
Nowe Lipiny
Ossów
Stare Grabie
Stare Lipiny
Turów
Zagościniec